# Hadano
Hadano (japanska: 秦野市?, Hadano-shi) är en stad i  Kanagawa prefektur i Japan. Staden fick stadsrättigheter 1955.